# Michał Pawlicki

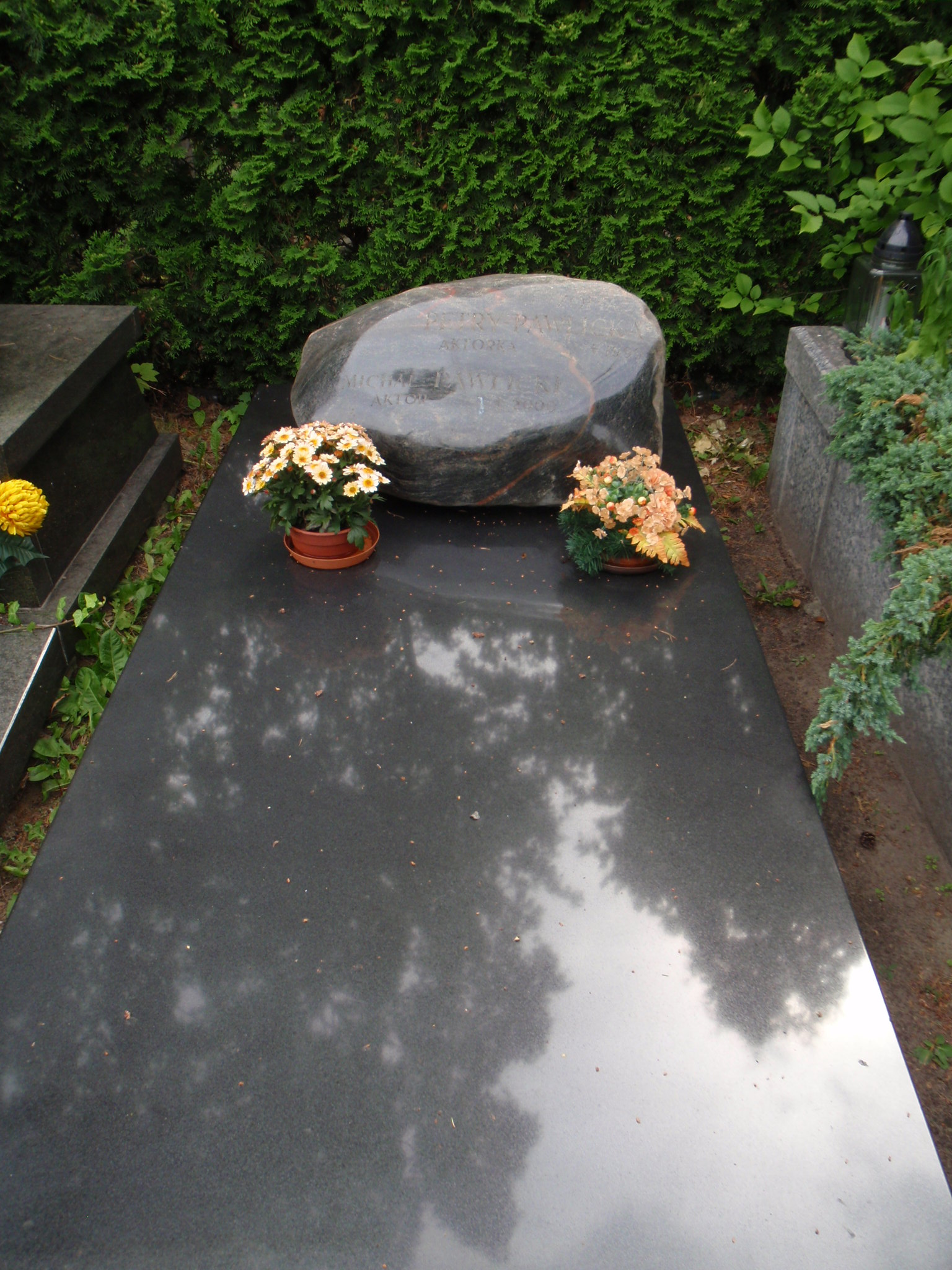
Grób Michała Pawlickiego na Cmentarzu Wojskowym na Powązkach w Warszawie

Michał Pawlicki (ur. 29 września 1932 w Warszawie, zm. 29 września 2000 tamże) – polski aktor teatralny, filmowy i telewizyjny oraz reżyser teatralny.

## Życiorys
5 lutego 1953 zadebiutował w teatrze. W 1954 ukończył studia na Wydziale Aktorskim Państwowej Wyższej Szkoły Teatralnej w Warszawie. 31 marca 1968 zadebiutował jako reżyser teatralny. W latach 1954–1962 występował w Teatrze Nowym w Łodzi, w latach 1962–1970, 1971–1975 i 1981–1984 w Teatrze Polskim w Warszawie. W sezonie 1970/1971 był aktorem Teatru Ateneum, w latach 1975–1978 stołecznego Teatru Nowego. Od 1972 należał do PZPR. W latach 1978–1981 pełnił funkcję dyrektora i kierownika artystycznego Teatru Śląskiego im. Wyspiańskiego w Katowicach. W ostatnich latach (od 1997) występował w Teatrze Narodowym w Warszawie.
Od 1968 zajmował się też reżyserią teatralną (reżyserował m.in. w Łodzi, Warszawie, Katowicach i Krakowie).
Wykładowca na Wydziale Aktorskim Państwowej Wyższej Szkoły Filmowej, Telewizyjnej i Teatralnej w Łodzi, w latach 1984–1989 jego dziekan.
Zmarł 29 września 2000, w dniu swoich urodzin. Został pochowany na Cmentarzu Wojskowym na Powązkach w Warszawie (kwatera A 3 Tuje rz. 3 m. 33).

## Filmografia
- 1959: Tysiąc talarów – jako głos spikera radiowego; nie występuje w czołówce
- 1960: Rzeczywistość – jako Jasiński
- 1964: Wspólny pokój (spektakl telewizyjny) – jako Lucjan Salis
- 1967: Pavoncello – jako Jemielianow, pracownik poselstwa rosyjskiego w Rzymie
- 1969: Gniewko, syn rybaka – jako wielki mistrz krzyżacki (odc. 3)
- 1971: Bolesław Śmiały – jako książę Herman, brat Bolesława
- 1972: Teraz i w każdą godzinę – jako Wiktor, dyrektor Pogotowia Lotnictwa Sanitarnego
- 1975: Zaklęte rewiry – jako Albin
- 1976: Czerwone ciernie – jako Sznajder
- 1977: Sprawa Gorgonowej – jako Szypuła, prokurator oskarżający podczas procesu w Krakowie
- 1977: Zakręt – jako Jan, przyjaciel Stefana
- 1978: Zmory – jako katecheta
- 1984: Vabank II, czyli riposta – jako prezes Franciszek Żwirski
- 1985: Selekcja II. Skorpion – jako Ricardo
- 1985: Labirynt – jako wykładowca
- 1987: Nad Niemnem – jako Anzelm Bohatyrowicz, stryj Jana
- 1986: Nad Niemnem (serial) – jako Anzelm Bohatyrowicz, stryj Jana
- 1986: Republika nadziei – jako profesor Schaps
- 1987: Trzy kroki od miłości – jako kierownik zespołu filmowego
- 1987: Wielki Wóz – jako kapitan Szpotański
- 1988: Alchemik Sendivius – jako von Lotz
- 1988: Chichot Pana Boga – jako lekarz
- 1988: Pole niczyje – jako Garozub
- 1988: Rzeczpospolitej dni pierwsze – jako hrabia H. Kessler
- 1989: Czarny wąwóz – jako Von Rozinsky
- 1989: Gdańsk 39 – jako narrator
- 1989: Konsul – jako wojewoda
- 1991: Ferdydurke
- 1992: Kiedy rozum śpi
- 1993: Człowiek z... – jako towarzysz sekretarz na kolaudacji filmu o Mikrucie
- 1993–1994: Bank nie z tej ziemi – jako członek rady nadzorczej banku
- 1993–1994: Zespół adwokacki – jako Władysław Szymański, ojciec Agaty, przyjaciel Janickiego (odc. 2, 6–10)
- 1994: Cudowne miejsce – jako Józef Andryszek, ojciec Grażynki
- 1994: Szczur – jako senator
- 1995: Ekstradycja – jako Alfred Ratyński, były szef mafii narkotykowej (odc. 1 i 3)
- 1995: Gracze – jako ojciec Grażyny
- 1995: Sukces – jako profesor Politechniki Warszawskiej (odc. 2)
- 1995: Szabla od komendanta – jako Święty Piotr
- 1995: Wielki tydzień jako ojciec Ireny
- 1996: Dom – jako ksiądz Andrzej, jasnowidz (odc. 15)
- 1997: Wojenna narzeczona – jako stary John Ewlyn Jones
- 1997: Księga wielkich życzeń – jako właściciel albumu
- 1997: Łóżko Wierszynina – jako „Czebutykin”
- 1997–2008: Klan – jako pan Remigiusz, sąsiad Chojnickich
- 1998: Ognisty jeździec – jako księgarz
- 1998: Siedlisko – jako Gustaw Józef Wolf; bohater sam przedstawia się jako Gustaw, ale w napisach końcowych przy nazwisku Michała Pawlickiego pojawia się imię Józef
- 1998: Syzyfowe prace – jako profesor Leim (odc. 2–4)
- 2000: Bajland – jako Jakubek, mieszkaniec ziemianki w lesie
- 2000: Weiser – jako dziadek Dawida
- 2001: Quo vadis – jako chrześcijanin; nie występuje w czołówce; początkowo Pawlicki miał zagrać rolę Kryspusa, jednak śmierć aktora przerwała pracę nad tą rolą, ostatecznie Kryspusa zagrał Jerzy Nowak, ale Michał Pawlicki na chwilę pojawia się w scenie rozmowy Winicjusza ze św. Piotrem
- 2002: Quo vadis – jako chrześcijanin; nie występuje w czołówce; początkowo Pawlicki miał zagrać rolę Kryspusa, jednak śmierć aktora przerwała pracę nad tą rolą, ostatecznie Kryspusa zagrał Jerzy Nowak, ale Michał Pawlicki na chwilę pojawia się w scenie rozmowy Winicjusza ze św. Piotrem

## Odznaczenia, nagrody i wyróżnienia
- Krzyż Komandorski Orderu Odrodzenia Polski z okazji 50-lecia PWSFTviT w Łodzi (1998)[3]
- Krzyż Oficerski Orderu Odrodzenia Polski (1987)
- Krzyż Kawalerski Orderu Odrodzenia Polski (1980)
- Brązowy Medal „Za zasługi dla obronności kraju” (1985)
- Odznaka „Zasłużony Działacz Kultury” (1984)
- Nagroda jury III Ogólnopolskiego Konkursu na Wystawie Polskiej Sztuki Współczesnej za drugoplanową rolę Rabina Provenzalo w spektaklu Teatru Telewizji Przybysz z Narbony według Juliana Stryjkowskiego w reż. Laco Adamíka (1997)
- Nagroda Przewodniczącego Komitetu ds. Radia i Telewizji (zespołowa) za serial telewizyjny Nad Niemnem (1988)
- Dyplom Ministra Spraw Zagranicznych za upowszechnianie kultury polskiej za granicą (1988)